# Liga dos Campeões Feminina da WSE
A Liga dos Campeões Feminina da WSE é a principal competição europeia de clubes de Hóquei em Patins feminino. 
Esta competição é organizada pela World Skate Europe – Rink Hockey.
O Club Patín Gijón Solimad foi a primeira equipa vencedora. 
A equipa que detém mais troféus europeus são o CP Voltregà e o Gijón HC com 6 títulos cada.
A competição tem sido dominada pelas equipas espanholas tendo sido quebrada a hegemonia apenas na época 2014/15 pelo SL Benfica.
Até à época 2021–22, a competição chamou-se Taça Europeia Feminina.
A partir da época 2022-23, a competição passou-se a designar Liga dos Campeões, sendo constituída por 4 grupos de 3 equipas cada, com os dois mais bem classificados de cada grupo a apurarem-se para os quartos-de-final, a disputar a duas mãos. O título é decidido numa final-four.

## Histórico
| Edição | Ano     | Vencedor                                    | Resultado                                   | Finalista                                   | Local                                       |
| ------ | ------- | ------------------------------------------- | ------------------------------------------- | ------------------------------------------- | ------------------------------------------- |
| 1ª     | 2006–07 | Club Patín Gijón Solimar                    | 1–0                                         | CE Arenys de Munt                           | Sant Hipòlit de Voltregà                    |
| 2ª     | 2007–08 | CP Voltregà                                 | 2–1                                         | Fundação Nortecoope                         | Mealhada                                    |
| 3ª     | 2008–09 | Club Patín Gijón Solimar                    | 1–0                                         | CP Voltregà                                 | Coutras                                     |
| 4ª     | 2009–10 | Club Patín Gijón Solimar                    | 5–2                                         | CP Alcorcón                                 | Gijón                                       |
| 5ª     | 2010–11 | CP Voltregà                                 | 2–1                                         | Club Patín Gijón Solimar                    | Weil-am-Rhein                               |
| 6ª     | 2011–12 | Club Patín Gijón Solimar                    | 3–0                                         | Girona CH                                   | Almargem do Bispo                           |
| 7ª     | 2012–13 | CP Voltregà                                 | 3–2                                         | Girona CH                                   | Girona                                      |
| 8ª     | 2013–14 | CP Alcorcón                                 | 4–3                                         | CS Noisy le Grand                           | Alcorcón                                    |
| 9ª     | 2014–15 | SL Benfica                                  | 5–2                                         | US Coutras                                  | Manlleu                                     |
| 10ª    | 2015–16 | CP Voltregà                                 | 4–4(2–1)                                    | CP Manlleu                                  | Manlleu                                     |
| 11ª    | 2016–17 | CP Voltregà                                 | 1–0                                         | CP Gijón                                    | Gijón                                       |
| 12ª    | 2017–18 | Club Patín Gijón Solimar                    | 4–3                                         | SL Benfica                                  | Lisboa                                      |
| 13ª    | 2018–19 | CP Voltregà                                 | 2–1 (a.p.)                                  | Palau de Plegamans                          | Manlleu                                     |
| 14ª    | 2019–20 | Não concluída devido à Pandemia de COVID–19 | Não concluída devido à Pandemia de COVID–19 | Não concluída devido à Pandemia de COVID–19 | Não concluída devido à Pandemia de COVID–19 |
| 15ª    | 2020–21 | Palau de Plegamans                          | 6–1                                         | CP Voltregà                                 | Palau-solità i Plegamans                    |
| 16ª    | 2021–22 | Palau de Plegamans                          | 2–1                                         | Club Patín Gijón                            | Gijón                                       |
| 17ª    | 2022–23 | CP Gijón                                    | 6–1                                         | CP Vila-Sana                                | Lisboa                                      |
| 18ª    | 2023–24 | CP Fraga                                    | 1–1(3–2)                                    | CP Vila-Sana                                | Coruña                                      |

## Número de títulos por clube
| Clube                 | Títulos | Finalista | Anos títulos                       | Anos finalista   |
| --------------------- | ------- | --------- | ---------------------------------- | ---------------- |
| Gijón HC              | 6       | 3         | 2007, 2009, 2010, 2012, 2018, 2023 | 2011, 2017, 2022 |
| CP Voltregà           | 6       | 2         | 2008, 2011, 2013, 2016, 2017, 2019 | 2009, 2021       |
| HC Palau de Plegamans | 2       | 1         | 2021, 2022                         | 2019             |
| CP Alcorcón           | 1       | 1         | 2014                               | 2010             |
| SL Benfica            | 1       | 1         | 2015                               | 2018             |
| CP Fraga              | 1       | 0         | 2024                               | —                |
| Girona CH             | 0       | 2         | —                                  | 2012, 2013       |
| CP Vila-Sana          | 0       | 2         | —                                  | 2023, 2024       |
| CE Arenys de Munt     | 0       | 1         | —                                  | 2007             |
| Fundação Nortecoope   | 0       | 1         | —                                  | 2008             |
| CS Noisy le Grand     | 0       | 1         | —                                  | 2014             |
| US Coutras            | 0       | 1         | —                                  | 2015             |
| CP Manlleu            | 0       | 1         | —                                  | 2016             |

## Número de títulos por país
| País     | Vencedores | Finalistas vencidos |
| -------- | ---------- | ------------------- |
| Espanha  | 16         | 13                  |
| Portugal | 1          | 2                   |
| França   | 0          | 2                   |

## Ligações Externas
- World Skate Europe-Rink Hockey
- hoqueipatins.pt